# ザ・ストリーツ
ザ・ストリーツ (The Streets) は、イギリス・バーミンガム出身のラッパー、マイク・スキナー（Mike Skinner）によるヒップホップ・プロジェクトである。

## 来歴

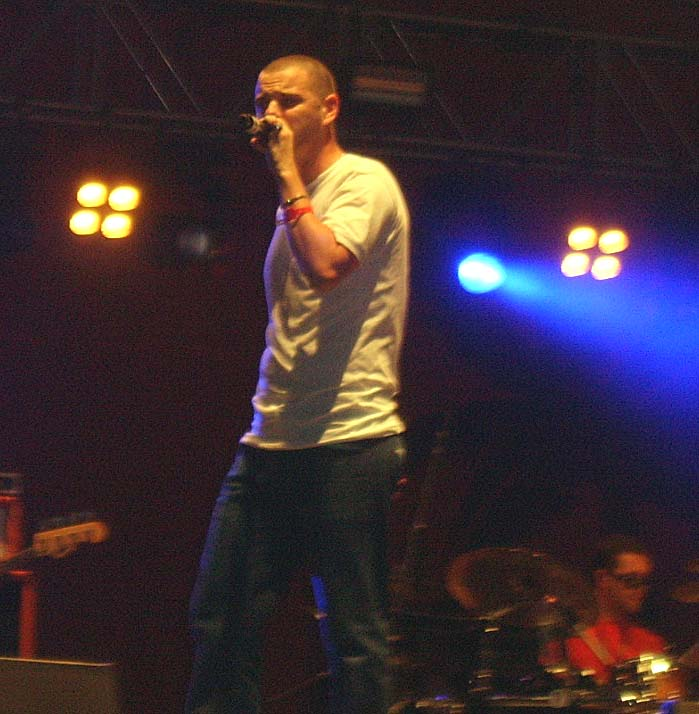
ザ・ストリーツことマイク・スキナー（2006年）

2002年、アルバム『オリジナル・パイレート・マテリアル』（Original Pirate Material）でデビュー。当時、アメリカを中心に世界的に全盛を迎えていたヒップホップシーンにおいて、アメリカ勢とは違った「英国のヒップホップ」を体現する存在としてストリーツの登場は大きな称賛をもって迎えられた。
2004年に発表した2ndアルバム『ア・グランド・ドント・カム・フォー・フリー』（A Grand Don't Come for Free）では、1枚のアルバムを通して、様々なキャラクターの青春群像劇を綴ったその高いストーリー性、文学性が絶賛され、全英1位を獲得。全世界で300万枚のプラチナム・セールスを記録する大ヒットとなった。
この際、世界ツアーの一環で来日。フジロック・フェスティバルへも出演している。
その後、スターダムにのし上がった自らの悲哀やセレブリティへの風刺をテーマとした3rdアルバム『ザ･ハーディスト･ウェイ･トゥ・メイク・アン・イージー・リヴィング』（The Hardest Way to Make an Easy Living）を2006年にリリース。全英1位を記録した。
2008年、4作目のアルバム『エヴリシング・イズ・ ボロウド』（Everything Is Borrowed）をリリース。
2011年初旬、ミックステープ『Cyberspace and Reds』と5作目のアルバム『コンピューターズ・アンド・ブルース』（Computers and Blues）を立て続けにリリースする。
その後ザ・ストリーツの活動を休止し、マイク・スキナーはザ・ミュージックのRob Harveyと新プロジェクトThe D.O.T.を結成。2012年にアルバム『And That 』、2013年に2作目『Diary』を発表する。2013年にはTHE D.O.T.として来日公演も行なっている。
2017年、ザ・ストリーツとして久々の新曲を発表。2018年に7年ぶりにツアーを再開し復活を果たす。
2020年7月、9年ぶりの新作となるミックステープ『None Of Us Are Getting Out Of This Life Alive』をIsland Recordsからリリースする。

## 評価と影響
機知に富んだ歌詞とバラエティ豊かなトラック・メイクは高い評価を得ており、デビュー当時は「英国のエミネム」とも形容された。デビュー以降、英国を代表するラッパーへと成長すると同時に、後続のミュージシャン達を自身のレーベルに迎え入れたり、プロデュースを担当するなど英国ストリート界をリードする存在としても認知されている。
畑こそ違えど、ハード・ファイやジ・オーディナリー・ボーイズ、アークティック・モンキーズなどの気鋭のバンドで活況を呈した2000年代中盤のUKインディー・ロック・シーンへ与えた影響も大きいと指摘されている。

## ディスコグラフィー

### アルバム
| 年                                        | タイトル                               | アルバム詳細                                                                                | チャート最高位 | チャート最高位 | チャート最高位 | チャート最高位 | チャート最高位 | チャート最高位 | チャート最高位 | チャート最高位 | チャート最高位 | チャート最高位 | 認定                                             |
| 年                                        | タイトル                               | アルバム詳細                                                                                | UK             | AUS            | BEL            | FRA            | GER            | IRE            | NOR            | NZ             | SWI            | US             | 認定                                             |
| ----------------------------------------- | -------------------------------------- | ------------------------------------------------------------------------------------------- | -------------- | -------------- | -------------- | -------------- | -------------- | -------------- | -------------- | -------------- | -------------- | -------------- | ------------------------------------------------ |
| 2002                                      | Original Pirate Material               | - 発売日: 2002年5月25日 - レーベル: Locked On, 679 - フォーマット: CD, LP, digital download | 10             | 57             | —              | 97             | —              | 6              | 10             | 36             | —              | —              | - UK: プラチナ                                   |
| 2004                                      | A Grand Don't Come for Free            | - 発売日: 2004年5月18日 - レーベル: Locked On, 679 - フォーマット: CD, LP, digital download | 1              | 11             | 22             | 38             | 25             | 1              | 5              | 7              | 34             | 82             | - UK: 3× プラチナ - AUS: ゴールド - NZ: ゴールド |
| 2006                                      | The Hardest Way to Make an Easy Living | - 発売日: 2006年4月10日 - レーベル: Locked On - フォーマット: CD, LP, digital download      | 1              | 16             | 19             | 122            | 25             | 3              | 10             | 21             | 19             | 68             | - UK: ゴールド - IRE: ゴールド                   |
| 2008                                      | Everything Is Borrowed                 | - 発売日: 2008年9月15日 - レーベル: 679, Vice - フォーマット: CD, LP, digital download      | 7              | 55             | 28             | 99             | 58             | 19             | —              | —              | 19             | 154            | - UK: シルバー                                   |
| 2011                                      | Computers and Blues                    | - 発売日: 2011年2月7日 - レーベル: 679, Atlantic - フォーマット: CD, LP, digital download   | 8              | 49             | 59             | 138            | 45             | 22             | 37             | 32             | 18             | —              |                                                  |
| "—"は未発売またはチャート圏外を意味する。 |                                        |                                                                                             |                |                |                |                |                |                |                |                |                |                |                                                  |

## 日本公演
- 2002年
  - 8月17日、大阪 WTCオープンエアスタジアム - SUMMER SONIC OSAKA
  - 8月18日、千葉 QVCマリンフィールド - SUMMER SONIC TOKYO
- 2004年
  - 7月31日、新潟 苗場スキー場 - Fuji Rock Festival